# Karl Berkelman
Karl Berkelman (* 7. Juni 1933 in Lewiston (Maine); † 26. Februar 2009 in Sayre, Pennsylvania) war ein US-amerikanischer experimenteller Teilchenphysiker und Hochschullehrer an der Cornell University.

## Leben
Berkelman studierte an der University of Rochester mit dem Bachelor-Abschluss 1955 und wurde 1959 an der Cornell University in Physik promoviert. Als Post-Doktorand war er am italienischen nationalen Synchrotron-Labor in Frascati.
Ab 1961 war er Assistant Professor und ab 1967 Professor an der Cornell University.
1985 bis 2000 war er dort Direktor des Laboratory of Nuclear Studies und leitete in dieser Zeit die Entwicklung des Elektron-Positron-Speicherrings CESR (in Betrieb ab 1979) und dem zugehörigen Detektor CLEO (später Teil des Cornell Laboratory for Accelerator-based Sciences and Education, CLASSE). Er leitete auch die Entwicklung des Detektors CLEO 2. Der Speicherring war zehn Jahre lang an der Spitze der Collider, was die Strahlintensität anbelangte. Mit ihm wurde die Physik schwerer Quarks und Leptonen erforscht. 1995 wurde er Goldwin Smith Professor für Physik. 2006 wurde er emeritiert, blieb aber weiter aktiv in der
CLEO-Kollaboration.
In den 1960er Jahren war er in Cornell unter Robert R. Wilson an grundlegenden Experimenten über die Struktur des Protons beteiligt und leitete eine Gruppe, der die erste Messung der Größe des Pi-Mesons gelang. In den 1970er Jahren befasste er sich mit Experimenten von  inelastischer Streuung von Elektronen an Protonen und war an der Weiterentwicklung der Beschleuniger und Detektoren in Cornell befasst (er entwarf das Injektionssystem für Elektronen vom Synchrotron in den Speicherring und schrieb Programme für CLEO um die Teilchenbahnen zu rekonstruieren).
Seine Erfahrungen mit der Leitung von CESR und die Geschichte der Teilchenbeschleuniger an der Cornell University veröffentlichte er 2004 in einem Buch.
1967/68, 1981/82, 1991/92 und 2000/2001 war er am CERN und 1974/75 am DESY.
Er befasste sich mit Experimenten an Elektron-Positron Collidern, Hochenergiestreuung von Elektronen, Mesonen-Photoproduktion und Phänomenologie von Elementarteilchenwechselwirkung bei hohen Energien.
Er war Fellow der American Physical Society und Loeb Lecturer.
Er war verheiratet und hatte drei Söhne.

## Schriften
- A Personal History of CESR and CLEO: The Cornell Electron Storage Ring and Its Main Particle Detector Facility, World Scientific 2004